# Битка при Торвиол
Битката при Торвиол, известна още като Битката при Долни Дебър (на албански: Beteja e Torviollit, на турски: Torvioll Muharebesi), се състои на 29 юни 1444 година между османските войски на Али паша и обединената армия на албанската Лежка лига на Скендербег. Османците претърпяват изключително тежко поражение и са принудени да напуснат Албания. Сражението слага начало на борбата на Скендербег и албанците за независимост, приключила с превземането на албанската столица Круя от османците през 1478 г.

## Предистория
Като васал на османския султан, Скендербег бива принуден да се включи в османската армия, имаща за цел да спре унгарското нашествие на Янош Хуняди. Турците обаче са разбити в битката при Ниш, а албанският лидер дезертира заедно с 300 свои воини, спомагайки за поражението на султана. Впоследствие албанският лидер приема християнството и полага основите на Лежката лига, обединение на албанските племена под негово ръководство. Мурад II решава да накаже неподчинението на своя доскорошен васал и изпраща един от любимите си военачалници, Али паша, срещу него.

## Ход на битката
Турският паша събира огромна армия от около 25 000 души и през юни напуска Скопие, насочвайки се към албанската столица. Скендербег събира 15 000 души и решава да спре настъплението на османците в Торвиолското поле. Разполагайки се в подножието на хълм, Скендербег отделя болшинството от кавалерията, поставяйки я в близост до мястото, където османците трябвало да пренощуват. Последните били напълно сигурни в победата си, забравяйки за всякакви предпазни мерки. Това позволява на Скендербег да приведе плановете си в действие.
На следващия ден се разиграва сражението. Османците атакуват свирепо, албанските линии нарочно отстъпват, заблуждавайки османския командир, който вкарва всичките си резерви в битката. Когато турците стигат предните линии, те са връхлетени от албанската конница, удряща ги в гръб. Турците биват напълно приклещени и голяма част от тях бягат от полесражението, оставяйки много убити.

## Последици
Победата над османските турци бързо се разнася по всички краища на Европейския континент, а заедно с нея името на Скендербег се прочува. Албанският лидер е поканен да участва в предстоящия кръстоносен поход на Янош Хуняди и полско-унгарският крал Владислав III Варненчик. Това е първото от множеството поражения на османските турци от албанците, слагащо началото на четвърт-вековен конфликт между двете нации.